# Championnat du monde moins de 18 ans de hockey sur glace 2009
Navigation
Édition précédente Édition suivante
Le Championnat du monde moins de 18 ans de hockey sur glace 2009 se déroule à Fargo (Dakota du Nord) et Moorhead (Minnesota) aux États-Unis.

## Déroulement
L'épreuve se dispute du 9 au 19 avril 2009. Les matchs sont joués à l'Urban Plains Center de Fargo et le Moorhead Sports Center de Moorhead. La candidature des droits d'organisation de l'évènement de Fargo-Moorhead a battu les villes de Providence (État du Rhode Island) et de Saint-Cloud (État du Minnesota).

## Division Élite

### Tour préliminaire

#### Groupe A
| Date     | Équipe             | Score    | Équipe             | Score par période  |
| 9 avril  | République tchèque | 0-7      | Suède              | 0-3, 0-3, 0-1      |
| 9 avril  | Allemagne          | 2-11     | Canada             | 1-1, 0-7, 1-3      |
| 10 avril | Suisse             | 2-6      | République tchèque | 0-1, 2-4, 0-1      |
| 11 avril | Suède              | 5-4      | Allemagne          | 2-1, 2-1, 1-2      |
| 11 avril | Canada             | 8-1      | Suisse             | 2-1, 3-0, 3-0      |
| 12 avril | Allemagne          | 4-3      | République tchèque | 2-0, 1-1, 1-2      |
| 13 avril | Suède              | 11-0     | Suisse             | 3-0, 5-0, 3-0      |
| 13 avril | République tchèque | 3-4 a.p. | Canada             | 1-0, 2-0, 0-3, 0-1 |
| 14 avril | Suisse             | 8-3      | Allemagne          | 1-0, 4-2, 3-1      |
| 14 avril | Canada             | 4-2      | Suède              | 2-0, 1-2, 1-0      |

Nota : PJ : parties jouées, V : victoires, D : défaites, VP : victoires après prolongation, DP : défaites après prolongation, BP : buts pour, BC : buts contre, Pts : Points
| Équipe    | PJ | V | VP | DP | D | BP | BC | Diff. | Pts |
| --------- | -- | - | -- | -- | - | -- | -- | ----- | --- |
| Canada    | 4  | 3 | 1  | 0  | 0 | 27 | 8  | +19   | 11  |
| Suède     | 4  | 3 | 0  | 0  | 1 | 25 | 8  | +17   | 9   |
| Tchéquie  | 4  | 1 | 0  | 1  | 2 | 12 | 17 | −5    | 4   |
| Suisse    | 4  | 1 | 0  | 0  | 3 | 11 | 28 | –17   | 3   |
| Allemagne | 4  | 1 | 0  | 0  | 3 | 13 | 27 | −14   | 3   |

#### Groupe B
| Date     | Équipe     | Score | Équipe     | Score par période |
| 9 avril  | Finlande   | 7-4   | Russie     | 2-2, 4-2, 1-0     |
| 9 avril  | Norvège    | 0-8   | États-Unis | 0-2, 0-3, 0-3     |
| 10 avril | Slovaquie  | 5-2   | Norvège    | 0-0, 3-0, 2-2     |
| 11 avril | Russie     | 7-2   | Slovaquie  | 1-0, 4-1, 2-1     |
| 11 avril | États-Unis | 4-3   | Finlande   | 2-0, 2-0, 0-3     |
| 12 avril | Norvège    | 1-8   | Russie     | 0-4, 0-1, 1-3     |
| 13 avril | Finlande   | 10-1  | Norvège    | 3-0, 6-1, 1-0     |
| 13 avril | États-Unis | 12-0  | Slovaquie  | 3-0, 4-0, 5-0     |
| 14 avril | Slovaquie  | 0-7   | Finlande   | 0-3, 0-2, 0-2     |
| 14 avril | Russie     | 6-5   | États-Unis | 0-2, 3-1, 3-2     |

| Équipe     | PJ | V | VP | DP | D | BP | BC | Diff. | Pts |
| ---------- | -- | - | -- | -- | - | -- | -- | ----- | --- |
| Finlande   | 4  | 3 | 0  | 0  | 1 | 27 | 9  | +18   | 9   |
| Russie     | 4  | 3 | 0  | 0  | 1 | 25 | 15 | +10   | 9   |
| États-Unis | 4  | 3 | 0  | 0  | 1 | 29 | 9  | +20   | 9   |
| Slovaquie  | 4  | 1 | 0  | 0  | 3 | 7  | 28 | −21   | 3   |
| Norvège    | 4  | 0 | 0  | 0  | 4 | 4  | 31 | −27   | 0   |

### Tour de relégation
Deux matchs du tour préliminaire sont conservés dans ce tour de relégation. La Norvège et l'Allemagne sont reléguées en division I pour l'édition 2010.
| Date     | Équipe    | Score | Équipe    | Score par période |
| 10 avril | Slovaquie | 5-2   | Norvège   | 0-0, 3-0, 2-2     |
| 14 avril | Suisse    | 8-3   | Allemagne | 1-0, 4-2, 3-1     |

| Date     | Équipe    | Score      | Équipe    | Score par période       |
| 16 avril | Suisse    | 7-3        | Norvège   | 3-1, 4-1, 0-1           |
| 17 avril | Slovaquie | 4-5 t.a.b. | Allemagne | 0-2, 1-2, 3-0, 0-0, 0-1 |
| 18 avril | Suisse    | 2-4        | Slovaquie | 0-0, 2-2, 0-2           |
| 18 avril | Allemagne | 2-5        | Norvège   | 1-1, 0-2, 1-2           |

| Équipe    | PJ | V | VP | DP | D | BP | BC | Diff. | Pts |
| --------- | -- | - | -- | -- | - | -- | -- | ----- | --- |
| Slovaquie | 3  | 2 | 0  | 1  | 0 | 13 | 9  | +4    | 7   |
| Suisse    | 3  | 2 | 0  | 0  | 1 | 17 | 10 | +7    | 6   |
| Norvège   | 3  | 1 | 0  | 0  | 2 | 10 | 14 | −4    | 3   |
| Allemagne | 3  | 0 | 1  | 0  | 2 | 10 | 17 | −7    | 2   |

### Tour final
|  | Quarts de finale | Quarts de finale |            |   | Demi-finales    | Demi-finales |  |  | Finale | Finale |
|  |                  |                  |            |   |                 |              |  |  |        |        |
|  |                  |                  |            |   |                 |              |  |  |        |        |
|  |                  |                  |            |   |                 |              |  |  |        |        |
|  | Suède            | 1                |            |   |                 |              |  |  |        |        |
|  | Suède            | 1                |            |   |                 |              |  |  |        |        |
|  | Russie           | 4                |            |   |                 |              |  |  |        |        |
|  | Russie           | 4                | Finlande   | 0 |                 |              |  |  |        |        |
|  |                  |                  | Finlande   | 0 |                 |              |  |  |        |        |
|  |                  |                  | Russie     | 4 |                 |              |  |  |        |        |
|  |                  |                  | Russie     | 4 |                 |              |  |  |        |        |
|  |                  |                  |            |   |                 |              |  |  |        |        |
|  |                  |                  |            |   |                 |              |  |  |        |        |
|  | Russie           | 0                |            |   |                 |              |  |  |        |        |
|  | Russie           | 0                |            |   |                 |              |  |  |        |        |
|  |                  | États-Unis       | 5          |   |                 |              |  |  |        |        |
|  | États-Unis       | États-Unis       | 5          | 6 |                 |              |  |  |        |        |
|  | États-Unis       |                  |            | 6 |                 |              |  |  |        |        |
|  | Tchéquie         | 2                |            |   |                 |              |  |  |        |        |
|  | Tchéquie         | 2                | États-Unis | 2 |                 |              |  |  |        |        |
|  |                  |                  | États-Unis | 2 | Troisième place |              |  |  |        |        |
|  |                  |                  | Canada     | 1 |                 |              |  |  |        |        |
|  | Canada           | 4                | Canada     | 1 |                 |              |  |  |        |        |
|  | Canada           | 4                |            |   |                 |              |  |  |        |        |
|  | Finlande         | 5 (t.a.b.)       |            |   |                 |              |  |  |        |        |
|  | Finlande         | 5 (t.a.b.)       |            |   |                 |              |  |  |        |        |
|  |                  |                  |            |   |                 |              |  |  |        |        |

Quarts de finale
| Date     | Équipe     | Score | Équipe             | Score par période |
| 16 avril | Suède      | 1-4   | Russie             | 1-0, 0-2, 0-2     |
| 16 avril | États-Unis | 6-2   | République tchèque | 2-1, 4-0, 0-1     |

Demi-finales
| Date     | Équipe   | Score | Équipe     | Score par période |
| 17 avril | Finlande | 0-4   | Russie     | 0-0, 0-2, 0-2     |
| 17 avril | Canada   | 1-2   | États-Unis | 0-0, 1-0, 0-2     |

Match pour la cinquième place
| Date     | Équipe | Score | Équipe             | Score par période |
| 18 avril | Suède  | 4-2   | République tchèque | 0-1, 3-0, 1-1     |

Petite finale
| Date     | Équipe | Score      | Équipe   | Score par période       |
| 19 avril | Canada | 4-5 t.a.b. | Finlande | 3-1, 1-1, 0-2, 0-0, 0-1 |

Finale
| Date     | Équipe     | Score | Équipe | Score par période |
| 19 avril | États-Unis | 5-0   | Russie | 2-0, 1-0, 2-0     |

Les États-Unis sont champions de monde.

### Classement final
| Classement | Équipe     |
| ---------- | ---------- |
| Or         | États-Unis |
| Argent     | Russie     |
| Bronze     | Finlande   |
| 4          | Canada     |
| 5          | Suède      |
| 6          | Tchéquie   |
| 7          | Slovaquie  |
| 8          | Suisse     |
| 9          | Norvège    |
| 10         | Allemagne  |

Meilleurs pointeurs
| Joueur                   | Pays       | PJ | B  | A  | Pts | +/- | Pun |
| ------------------------ | ---------- | -- | -- | -- | --- | --- | --- |
| Toni Rajala              | Finlande   | 6  | 10 | 9  | 19  | +10 | 6   |
| Vladimir Tarassenko      | Russie     | 7  | 8  | 7  | 15  | +7  | 6   |
| Teemu Pulkkinen          | Finlande   | 6  | 7  | 6  | 13  | +9  | 4   |
| Ievgueni Kouznetsov      | Russie     | 7  | 6  | 7  | 13  | +7  | 10  |
| Jerry D'Amigo            | États-Unis | 7  | 4  | 9  | 13  | +5  | 8   |
| Mikael Granlund          | Finlande   | 6  | 2  | 11 | 13  | +9  | 0   |
| Magnus Svensson Pääjärvi | Suède      | 6  | 6  | 6  | 12  | +6  | 0   |
| Aleksandr Bourmistrov    | Russie     | 7  | 4  | 7  | 11  | +7  | 6   |
| Kirill Kabanov           | Russie     | 7  | 4  | 7  | 11  | +5  | 18  |
| Jeremy Morin             | États-Unis | 7  | 6  | 4  | 10  | +6  | 8   |

Meilleurs gardiens de buts
| Joueur        | Pays       | PJ | Min    | Moy  | %Arr | BL |
| ------------- | ---------- | -- | ------ | ---- | ---- | -- |
| Jack Campbell | États-Unis | 5  | 240:58 | 0,75 | 96,7 | 2  |
| Michael Zador | Canada     | 6  | 371:10 | 2,42 | 93,1 | 0  |
| Igor Bobkov   | Russie     | 6  | 360:00 | 3,33 | 92,7 | 1  |
| Robin Lehner  | Suède      | 4  | 235:42 | 2,80 | 91,6 | 1  |
| Joni Ortio    | Finlande   | 5  | 308:55 | 2,91 | 90,3 | 1  |

Meilleur joueurs
- Meilleur gardien : Igor Bobkov (Russie).
- Meilleur défenseur : Cam Fowler (États-Unis).
- Meilleur attaquant : Toni Rajala (Finlande).

Équipe étoile désignées par les médias
- Gardien : Jack Campbell (États-Unis).
- Défenseurs : Tim Erixon (Suède) - Cam Fowler (États-Unis).
- Attaquants : Toni Rajala (Finlande) - Jerry D'Amigo (États-Unis) - Vladimir Tarassenko (Russie).

## Division I
Le groupe A se joue à Minsk, Bélarus du 6 au 12 avril 2009. Le groupe B se dispute à Asiago, Italie du 29 mars au 5 avril 2009.

### Groupe A
La Biélorussie est promue en élite pour l'édition 2010 alors que l'Ukraine est reléguée en division II.
| Date     | Équipe      | Score     | Équipe      | Score par période       |
| 6 avril  | Ukraine     | 1-5       | Lituanie    | 0-3, 1-1, 0-1           |
| 6 avril  | Pologne     | 4-3 a.p.  | Kazakhstan  | 2-1, 1-1, 0-1, 1-0      |
| 6 avril  | Hongrie     | 4-5 t.a.b | Biélorussie | 2-1, 0-2, 2-1, 0-0, 0-1 |
| 7 avril  | Lituanie    | 3-4       | Hongrie     | 1-1, 1-3, 1-0           |
| 7 avril  | Biélorussie | 4-1       | Pologne     | 2-0, 0-0, 2-1           |
| 8 avril  | Kazakhstan  | 7-3       | Ukraine     | 2-1, 3-1, 2-1           |
| 9 avril  | Hongrie     | 0-9       | Pologne     | 0-3, 0-2, 0-4           |
| 9 avril  | Kazakhstan  | 4-2       | Lituanie    | 2-0, 0-1, 2-1           |
| 9 avril  | Biélorussie | 5-0       | Ukraine     | 3-0, 0-0, 2-0           |
| 10 avril | Lituanie    | 0-3       | Biélorussie | 0-1, 0-1, 0-1           |
| 11 avril | Pologne     | 7-3       | Ukraine     | 1-1, 2-1, 4-1           |
| 11 avril | Kazakhstan  | 1-6       | Hongrie     | 0-2, 0-1, 1-3           |
| 12 avril | Lituanie    | 3-4 a.p.  | Pologne     | 1-2, 1-1, 1-0, 0-1      |
| 12 avril | Ukraine     | 0-5       | Hongrie     | 0-0, 0-2, 0-3           |
| 12 avril | Biélorussie | 6-1       | Kazakhstan  | 2-0, 3-0, 1-1           |

| Équipe      | PJ | V | VP | DP | D | BP | BC | DIFF | PTS |
| ----------- | -- | - | -- | -- | - | -- | -- | ---- | --- |
| Biélorussie | 5  | 4 | 1  | 0  | 0 | 23 | 6  | +17  | 14  |
| Pologne     | 5  | 2 | 2  | 0  | 1 | 25 | 13 | +12  | 10  |
| Hongrie     | 5  | 3 | 0  | 1  | 1 | 19 | 18 | +1   | 10  |
| Kazakhstan  | 5  | 2 | 0  | 1  | 2 | 16 | 21 | -5   | 7   |
| Lituanie    | 5  | 1 | 0  | 1  | 3 | 13 | 16 | -3   | 4   |
| Ukraine     | 5  | 0 | 0  | 0  | 5 | 7  | 29 | 22   | 0   |

Meilleur joueurs
- Meilleur gardien : Mantas Larmalis (Lituanie).
- Meilleur défenseur : Ievgueni Nogatchev (Biélorussie).
- Meilleur attaquant : János Hári (Hongrie).
- Meilleur pointeur : Bartlomiej Neupauer (Pologne), 11 points.

### Groupe B
La Lettonie est promue en élite pour l'édition 2010 alors que l'Italie est reléguée en division II.
| Date      | Équipe   | Score      | Équipe   | Score par période       |
| 29 mars   | Japon    | 5-6 a.p.   | Autriche | 2-1, 0-1, 3-3, 0-1      |
| 29 mars   | France   | 4-3 t.a.b. | Danemark | 0-1, 1-1, 2-1, 0-0, 1-0 |
| 29 mars   | Italie   | 3-5        | Lettonie | 2-1, 1-3, 0-1           |
| 30 mars   | Danemark | 7-0        | Italie   | 3-0, 1-0, 3-0           |
| 30 mars   | Lettonie | 5-2        | Japon    | 1-0, 3-0, 1-2           |
| 30 mars   | Autriche | 6-5        | France   | 1-0, 3-4, 2-1           |
| 1er avril | Danemark | 1-0        | Japon    | 1-0, 0-0, 0-0           |
| 1er avril | Lettonie | 3-4        | Autriche | 1-0, 2-2, 0-2           |
| 1er avril | France   | 2-1        | Italie   | 1-0, 1-0, 0-1           |
| 2 avril   | Autriche | 1-4        | Danemark | 0-0, 0-3, 1-1           |
| 2 avril   | Lettonie | 3-1        | France   | 1-1, 1-0, 1-0           |
| 2 avril   | Italie   | 1-2 t.a.b  | Japon    | 1-1, 0-0, 0-0, 0-0, 0-1 |
| 4 avril   | Danemark | 0-2        | Lettonie | 0-1, 0-0, 0-1           |
| 4 avril   | Japon    | 4-3 t.a.b. | France   | 1-1, 1-1, 1-1, 0-0, 1-0 |
| 4 avril   | Autriche | 4-3 t.a.b. | Italie   | 2-1, 0-1, 1-1, 0-0, 1-0 |

| Équipe   | PJ | V | VP | DP | D | BP | BC | DIFF | PTS |
| -------- | -- | - | -- | -- | - | -- | -- | ---- | --- |
| Lettonie | 5  | 4 | 0  | 0  | 1 | 18 | 10 | +8   | 12  |
| Danemark | 5  | 3 | 0  | 1  | 1 | 15 | 7  | +8   | 10  |
| Autriche | 5  | 2 | 2  | 0  | 1 | 21 | 20 | +1   | 10  |
| France   | 5  | 1 | 1  | 1  | 2 | 15 | 17 | -2   | 6   |
| Japon    | 5  | 0 | 2  | 1  | 2 | 13 | 16 | -3   | 5   |
| Italie   | 5  | 0 | 0  | 2  | 3 | 8  | 20 | -12  | 2   |

Meilleur joueurs

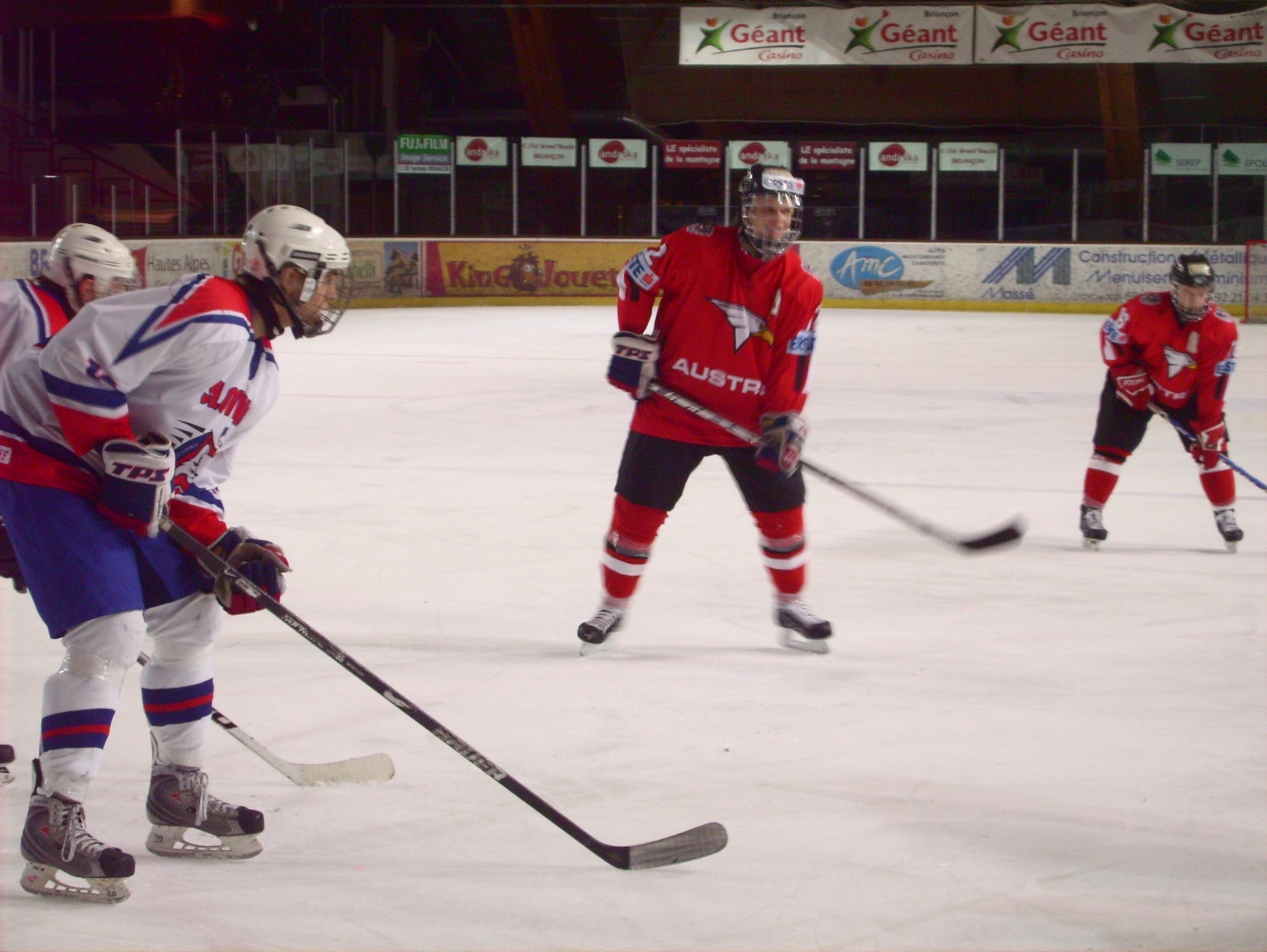
Kevin Puschnik avec l'Autriche 18 ans en 2009

- Meilleur gardien : Lasse Jensen (Danemark).
- Meilleur défenseur : Edgars Dikis (Lettonie).
- Meilleur attaquant : Kevin Puschnik (Autriche).
- Meilleur pointeur : Kevin Puschnik (Autriche), 8 points.

## Division II
Le groupe A se joue à Maribor en Slovénie du 22 au 28 mars 2009. Le groupe B se joue à Narva, Estonie du 16 au 22 mars 2009. La  Grande-Bretagne et la  Corée du Sud sont promus en division I pour 2010. La  Chine et le  Mexique sont relégués en division III.

### Groupe A
| Date    | Équipe       | Score | Équipe       | Score par période |
| 22 mars | Corée du Sud | 3-1   | Espagne      | 1-0, 1-1, 1-0     |
| 22 mars | Mexique      | 2-10  | Roumanie     | 1-4, 0-3, 1-3     |
| 22 mars | Croatie      | 1-14  | Slovénie     | 0-5, 0-6, 1-3     |
| 23 mars | Corée du Sud | 5-1   | Croatie      | 1-0, 1-0, 3-1     |
| 23 mars | Espagne      | 7-0   | Mexique      | 2-0, 2-0, 3-0     |
| 23 mars | Slovénie     | 6-0   | Roumanie     | 1-0, 2-0, 3-0     |
| 25 mars | Croatie      | 1-6   | Roumanie     | 0-1, 1-3, 0-2     |
| 25 mars | Corée du Sud | 10-0  | Mexique      | 5-0, 1-0, 4-0     |
| 25 mars | Slovénie     | 8-0   | Espagne      | 1-0, 4-0, 3-0     |
| 26 mars | Roumanie     | 0-8   | Corée du Sud | 0-1, 0-3, 0-4     |
| 26 mars | Espagne      | 1-9   | Croatie      | 0-2, 1-4, 0-3     |
| 26 mars | Mexique      | 0-12  | Slovénie     | 0-5, 0-3, 0-4     |
| 28 mars | Roumanie     | 7-3   | Espagne      | 3-1, 2-2, 2-0     |
| 28 mars | Croatie      | 11-1  | Mexique      | 1-0, 5-0, 5-1     |
| 28 mars | Slovénie     | 2-4   | Corée du Sud | 1-1, 0-1, 1-2     |

| Équipe       | PJ | V | VP | DP | D | BP | BC | DIFF | PTS |
| ------------ | -- | - | -- | -- | - | -- | -- | ---- | --- |
| Corée du Sud | 5  | 5 | 0  | 0  | 0 | 30 | 4  | 26   | 15  |
| Slovénie     | 5  | 4 | 0  | 0  | 1 | 42 | 5  | 37   | 12  |
| Roumanie     | 5  | 3 | 0  | 0  | 2 | 23 | 20 | 3    | 9   |
| Croatie      | 5  | 2 | 0  | 0  | 3 | 23 | 27 | -4   | 6   |
| Espagne      | 5  | 1 | 0  | 0  | 4 | 12 | 27 | -15  | 3   |
| Mexique      | 5  | 0 | 0  | 0  | 5 | 3  | 50 | -47  | 0   |

Meilleur joueurs

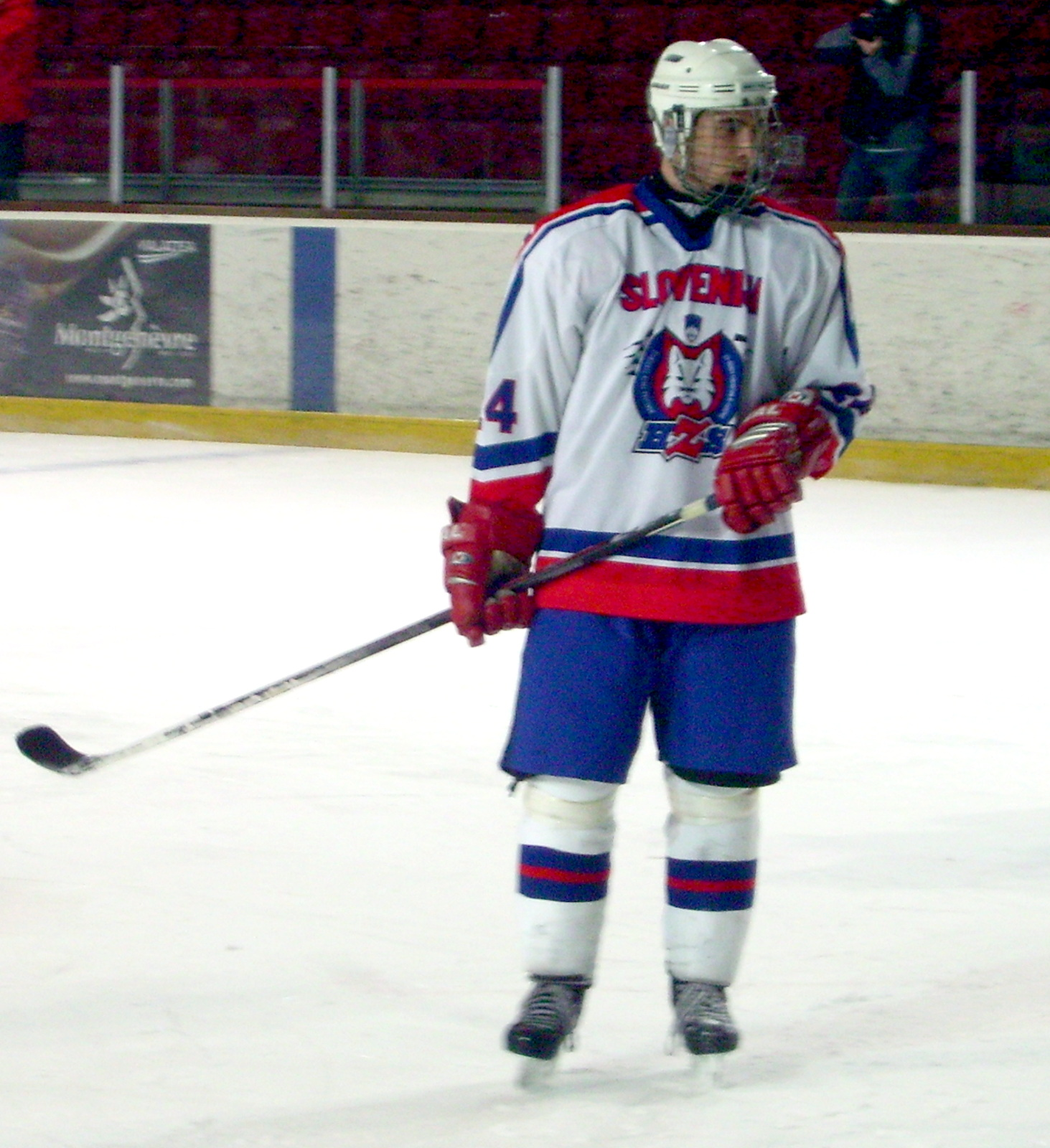
Aleksandar Magovac avec la Slovénie 18 ans en 2009

- Meilleur gardien : Jae Ik Han (Corée du Sud)
- Meilleur défenseur : Aleksandar Magovac (Slovénie)
- Meilleur attaquant : Ji Man Yoon (Corée du Sud)
- Meilleur pointeur : Ken Ograjensek (Slovénie), 16 points

### Groupe B
| Date    | Équipe          | Score      | Équipe          | Score par période         |
| 16 mars | Serbie          | 3-4 t.a.b. | Belgique        | (1-2, 0-1, 2-0, 0-0, 0-1) |
| 16 mars | Grande-Bretagne | 16-2       | Chine           | 4-0, 6-2, 6-0             |
| 16 mars | Estonie         | 5-0        | Pays-Bas        | 2-0, 3-0, 0-0             |
| 17 mars | Chine           | 1-6        | Serbie          | 0-3, 0-2, 1-1             |
| 17 mars | Pays-Bas        | 4-5        | Belgique        | 2-1, 1-0, 1-3, 0-0, 0-1   |
| 17 mars | Grande-Bretagne | 5-1        | Estonie         | 1-0, 3-0, 1-1             |
| 19 mars | Pays-Bas        | 11-2       | Chine           | 2-0, 3-1, 6-0             |
| 19 mars | Grande-Bretagne | 10-2       | Serbie          | 3-0, 5-2, 2-0             |
| 19 mars | Estonie         | 4-3 t.a.b. | Belgique        | 0-1, 2-1, 1-1, 0-0, 1-0   |
| 20 mars | Serbie          | 2-14       | Pays-Bas        | 1-3, 1-5, 0-6             |
| 20 mars | Belgique        | 1-7        | Grande-Bretagne | 0-2, 0-2, 1-3             |
| 20 mars | Chine           | 3-6        | Estonie         | 0-2, 2-2, 1-2             |
| 22 mars | Belgique        | 10-1       | Chine           | 4-1, 4-0, 2-0             |
| 22 mars | Pays-Bas        | 5-8        | Grande-Bretagne | 1-2, 2-3, 2-3             |
| 22 mars | Estonie         | 6-3        | Serbie          | 1-0, 4-0, 1-3             |

| Équipe          | PJ | V | VP | DP | D | BP | BC | DIFF | PTS |
| --------------- | -- | - | -- | -- | - | -- | -- | ---- | --- |
| Grande-Bretagne | 5  | 5 | 0  | 0  | 0 | 46 | 11 | 35   | 15  |
| Estonie         | 5  | 3 | 1  | 0  | 1 | 22 | 14 | 8    | 11  |
| Belgique        | 5  | 1 | 2  | 1  | 1 | 23 | 19 | 4    | 8   |
| Pays-Bas        | 5  | 2 | 0  | 1  | 2 | 34 | 22 | 12   | 7   |
| Serbie          | 5  | 1 | 0  | 1  | 3 | 16 | 35 | -19  | 4   |
| Chine           | 5  | 0 | 0  | 0  | 5 | 9  | 49 | -40  | 0   |

## Division III
Le groupe A se joue à Taipei du 27 février au 4 mars 2009. L' Islande est promue en division 2 pour l'édition 2010. Le groupe B se joue à in Dundalk en Irlande du 9 mars au 14 mars, 2009.

### Groupe A
| Date       | Équipe           | Score | Équipe           | Score par période |
| 27 février | Nouvelle-Zélande | 0-7   | Australie        | 0-3, 0-2, 0-2     |
| 27 février | Taipei           | 17-0  | Mongolie         | 5-0, 5-0, 7-0     |
| 28 février | Australie        | 16-1  | Afrique du Sud   | 4-0, 5-1, 7-0     |
| 28 février | Taipei           | 1-4   | Nouvelle-Zélande | 0-1, 0-2, 1-1     |
| 2 mars     | Australie        | 33-0  | Mongolie         | 13-0, 10-0, 10-0  |
| 2 mars     | Nouvelle-Zélande | 5-3   | Afrique du Sud   | 0-0, 1-2, 4-1     |
| 3 mars     | Mongolie         | 1-19  | Nouvelle-Zélande | 0-3, 0-10, 1-6    |
| 3 mars     | Afrique du Sud   | 3-8   | Taipei           | 1-2, 1-5, 1-1     |
| 5 mars     | Afrique du Sud   | 12-3  | Mongolie         | 4-0, 4-2, 4-1     |
| 5 mars     | Australie        | 7-2   | Taipei           | 0-2, 6-0, 1-0     |

| Équipe           | PJ | V | VP | DP | D | BP | BC | DIFF | PTS |
| ---------------- | -- | - | -- | -- | - | -- | -- | ---- | --- |
| Australie        | 4  | 4 | 0  | 0  | 0 | 63 | 3  | 60   | 12  |
| Nouvelle-Zélande | 4  | 3 | 0  | 0  | 1 | 28 | 12 | 16   | 9   |
| Taipei chinois   | 4  | 2 | 0  | 0  | 2 | 28 | 14 | 14   | 6   |
| Afrique du Sud   | 4  | 1 | 0  | 0  | 3 | 19 | 32 | -13  | 3   |
| Mongolie         | 4  | 0 | 0  | 0  | 4 | 4  | 81 | -77  | 0   |

### Groupe B
| Date    | Équipe   | Score | Équipe   | Score par période |
| 9 mars  | Bulgarie | 0-11  | Islande  | 0-2, 0-3, 0-6     |
| 9 mars  | Turquie  | 16-4  | Irlande  | 7-0, 6-2, 3-2     |
| 10 mars | Islande  | 19-0  | Irlande  | 7-0, 5-0, 7-0     |
| 10 mars | Turquie  | 8-4   | Bulgarie | 3-2, 2-0, 3-2     |
| 12 mars | Irlande  | 5-4   | Bulgarie | 0-1, 2-3, 3-0     |
| 12 mars | Islande  | 18-1  | Turquie  | 6-1, 6-0, 6-0     |

| Équipe   | PJ | V | VP | DP | D | BP | BC | DIFF | PTS |
| -------- | -- | - | -- | -- | - | -- | -- | ---- | --- |
| Islande  | 3  | 3 | 0  | 0  | 0 | 48 | 1  | 47   | 9   |
| Turquie  | 3  | 2 | 0  | 0  | 0 | 25 | 26 | -1   | 6   |
| Irlande  | 3  | 1 | 0  | 0  | 0 | 9  | 39 | -30  | 3   |
| Bulgarie | 3  | 0 | 0  | 0  | 0 | 8  | 24 | -16  | 0   |

Demi-finales
| Date    | Équipe  | Score | Équipe   | Score par période |
| 13 mars | Islande | 15-2  | Bulgarie | 4-1, 4-1, 7-0     |
| 13 mars | Turquie | 9-3   | Irlande  | 5-1, 4-1, 0-1     |

Match pour la troisième place
| Date    | Équipe  | Score | Équipe   | Score par période |
| 15 mars | Irlande | 6-3   | Bulgarie | 2-2, 4-0, 0-1     |

Finale
| Date    | Équipe  | Score | Équipe  | Score par période |
| 15 mars | Islande | 8-2   | Turquie | 5-0, 1-1, 2-1     |

Classement final
| Classement | Équipe   |
| ---------- | -------- |
| Or         | Islande  |
| Argent     | Turquie  |
| Bronze     | Irlande  |
| 4          | Bulgarie |